# Erich Hackl
Erich Hackl (n. 26 mai 1954, Steyr, Austria Superioară, Austria) este un romancier și nuvelist austriac.